# Dunmanway
Dunmanway (iriska: Dún Mánmhaí) är ett mindre samhälle i grevskapet Cork i västra Irland. Dunmanway har runt 1 500 invånare och är det geografiska centrumet för den region som kallas Västra Cork.
Dunmanway är troligtvis mest känd för att vara födelseplatsen för Sam Maguire, en irländsk protestantisk republikan.